# Gauss–Osztrohradszkij-tétel

Vektormező gömbfelületen

A Gauss–Osztrohradszkij-tétel (divergenciatétel) segítségével az integrálegyenleteket differenciális alakra hozhatjuk. Maga a tétel egy vektor zárt felületre vett integrálja és ugyanezen vektor divergenciájának térfogati integrálja között teremt kapcsolatot. A tétel szerint tetszőleges F zárt felület által határolt V térfogatban definiált nem szinguláris V(x) vektormezőre fennáll, hogy V divergenciájának térfogati integrálja megegyezik a (normális) F felületelem és V skaláris szorzatának integráljával:
{\displaystyle \oint _{F}\mathbf {V} d\mathbf {F} =\int _{V}div\mathbf {V} \ dV},
vagy (a merőleges komponens felírásval)
{\displaystyle \oint _{F}\mathbf {V} \cdot \mathbf {n} \ dF=\int _{V}\mathbf {\nabla } \cdot \mathbf {V} d^{3}x}.
Más szavakkal a V vektortérnek a zárt F felületen átmenő skaláris fluxusa egyenlő V divergenciájának az F által bezárt V térfogatra kiterjedő integráljával.
Ugyanez komponensenként kiírva derékszögű koordinátákkal:
{\displaystyle \int \int (V_{x}dydz+V_{y}dxdz+V_{z}dxdy)=\int \int \int ({\frac {\partial {V_{x}}}{\partial {x}}}+{\frac {\partial {V_{y}}}{\partial {y}}}+{\frac {\partial {V_{z}}}{\partial {z}}})dxdydz.}
Ez a fizikai Gauss-törvényben a következőképpen jelenik meg. Vegyük a Gauss-törvény integrális összefüggését:
{\displaystyle \oint _{F}\mathbf {E} \cdot \mathbf {n} dF={\frac {1}{\varepsilon _{0}}}\int _{V}\rho (\mathbf {x} )d^{3}x.}
Alkalmazva a divergenciatételt, majd az egyenletet átrendezve az
{\displaystyle \int _{V}(\mathbf {\nabla } \cdot \mathbf {E} -{\frac {\rho }{\varepsilon _{0}}})d^{3}x=0}
egyenletet kapjuk.
Mivel a V térfogat tetszőleges, ezért az integrál csak akkor lesz zérus, ha az integrandus is zérussal egyenlő, azaz:
{\displaystyle \mathbf {\nabla } \cdot \mathbf {E} ={\frac {\rho }{\varepsilon _{0}}}.}
Ezzel tehát valóban megkaptuk az elektrosztatika Gauss-törvényének differenciális alakját.

## Általánosítás
A divergenciatétel általánosítható Riemann-sokaságokra, tehát olyan sima sokaságokra, melyek fel vannak ruházva egy Riemann-metrikával. Ennek bizonyításához elengedhetetlen a következő tétel:
Legyen {\displaystyle M} egy {\displaystyle n}-dimenziós irányítható peremes sima sokaság, továbbá legyen {\displaystyle \omega } egy kompakt tartójú {\displaystyle (n-1)}-forma {\displaystyle M}-en. Ekkor fennáll az alábbi összefüggés:
{\displaystyle \int _{\partial {M}}\omega =\int _{M}d\omega },
ahol {\displaystyle d} a külső deriváltat jelöli, továbbá egy topologikus térből vektor térbe érkező függvényt akkor mondunk kompakt tartójúnak, ha a zérushelyeinek halmaza relatív kompakt (a lezártja kompakt).
Ha a sokaság Riemann, akkor az 1-formák tere azonosítható a vektormezők terével, valamint, ha a sokaság 3 dimenziós, akkor a Riemann-struktúra segítségével a rotáció definiálható. Ekkor a fenti tétel a Stokes-tétel általánosításaként fogható fel, továbbá megadja más ismert integráltételek bizonyításának alapvető összefüggését.
A Riemann-sokaságokon értelmezett divergenciatétel precíz megfogalmazása a következő: legyen {\displaystyle (M,g)} egy irányítható peremes Riemann-sokaság, és legyen {\displaystyle V} egy sima kompakt tartójú vektormező {\displaystyle M}-en. Ekkor a következő teljesül:
{\displaystyle \int _{M}\operatorname {div} X\ dV_{g}=\int _{\partial M}\langle X,N\rangle _{g}dV_{\bar {g}}},
ahol {\displaystyle N} egy {\displaystyle \partial M}-menti merőleges kifele mutató egységhosszúságú vektormező, {\displaystyle {\bar {g}}} pedig az indukált Riemann-metrika {\displaystyle \partial M}-en.